# Schopp
Schopp település Németországban, Rajna-vidék-Pfalz tartományban. Lakosainak száma 1474 fő (2023. december 31.).

## Népesség
A település népességének változása:
| Lakosok száma | 1355 | 1482 | 1474 | 1486 | 1482 | 1474 |
|               | 1975 | 2017 | 2019 | 2021 | 2022 | 2023 |